# Stéphane Roux
 (octobre 2023).
Pour les articles homonymes, voir Roux.
Stéphane Roux, né en 1960 est un physicien français, spécialiste de la mécanique des surfaces. Il est directeur de recherche du CNRS à l'École normale supérieure de Cachan.

## Biographie
Diplômé de l'École polytechnique (X80) puis de l'école des ponts et chaussées en 1985, il effectue un doctorat sous la direction d'Étienne Guyon avant de rejoindre l'ESPCI ParisTech comme directeur de recherche de 1991 à 1997. Il y étudie l'influence du désordre dans le comportement mécanique des matériaux. Recruté par Saint-Gobain en 1997, il prend la tête du laboratoire Surface du verre et interface où il étudie l'effet des couches minces sur les propriétés du verre et l'hydrophilie photo-induite. En 2006, il rejoint l'École normale supérieure de Cachan où il développe les technologies d'imagerie numérique appliquées à la mécanique. Il est membre du conseil scientifique de Saint-Gobain.
Stéphane Roux est lauréat du prix Daniel Guinier de la SFP et de la Médaille d'argent du CNRS en 2006.